# Inspektor Martin i banda puževa (2012.)
Inspektor Martin i banda puževa hrvatski je animirani film iz 2012. godine. Film je nastao u produkciji Alter studija i radionice za animaciju "Dva lijena psa" te uz pomoć Continental filma.

## Radnja
Glavni je lik animiranog filma slavni inspektor Martin (Božidar Alić), koji u avionskoj nesreći iznad nepoznate, ali lijepe livade, gubi svoj dragocjeni paket. U potrazi za paketom upoznaje nekoliko zanimljivih i neobičnih puževa, susreće lijepu gradonačelnicu (Zrinka Vrabec-Mojzeš) koja ga očarava i poznanika iz osnovne škole s kojim je odavno u žustroj svađi. Malo po malo, cijela družina postaje taocem opakog Stanka (Baby Dooks), najopakijeg kriminalca u dolini kojemu je glavni cilj doznati što se krije u tajanstvenom paketu inspektora Martina. Nakon uhićenja Stanka, Martin i puževi osnivaju tajnu jedinicu za borbu protiv kriminala na livadi.

## Glasovi
| Animirani lik     | Glas posudio/posudila       |
| ----------------- | --------------------------- |
| Inspektor Martin  | Božidar Alić                |
| Inspektor Golatch | Ljubomir Kerekeš            |
| Silvio            | Luka Jaklić                 |
| Egon              | Kristijan Ugrina            |
| Franjo            | Robert Ugrina               |
| Opaki Stanko      | David Vurdelja (Baby Dooks) |
| Gradonačelnica    | Zrinka Vrabec-Mojzeš        |
| Špaco             | Denis Obadić                |
| Pilot             | Siniša Popović              |
| Vračara Branimir  | Hrvoje Kečkeš               |

## Vanjske poveznice
- Inspektor Martin i banda puževa u internetskoj bazi filmova IMDb-a